# Гориславцы
Гориславцы (укр. Гориславці) — село, Гориславский сельский совет, Кременчугский район, Полтавская область, Украина.
Код КОАТУУ — 5322480801. Население по переписи 2018 года составляло 498 человек.
Является административным центром Гориславского сельского совета, в который, кроме того, входят сёла Коржовка, Миловидовка и Олефировка.

## Географическое положение
Село Гориславцы находится на правом берегу реки Сухой Кагамлык, выше по течению на расстоянии в 2,5 км расположено село Погребы, ниже по течению на расстоянии в 0,5 км расположено село Олефировка, на противоположном берегу — село Миловидовка. Река в этом месте пересыхает, на ней сделано несколько запруд. Через село проходит автомобильная дорога Т-1716.

## Объекты социальной сферы
- Гориславский УВК.
- Школа I—II ст.